# En herre i frack (sång)
En herre i frack skrevs av Johnny Bode (musik) och Hasse Ekman (text), och är en sång som spelades in av Gösta Ekman och utkom på skiva 1935. Sången har även spelats in av Jan Malmsjö 1984.

### Fotnoter
1. ↑  ”En herre i frack”. Svensk mediedatabas. 25 februari 1940. https://smdb.kb.se/catalog/id/000100693. Läst 17 oktober 2014.
2. ↑  "Just en sån sång". Svensk mediedatabas